# World Skate Europe
World Skate Europe è l’organismo di governo degli sport rotellistici in Europa.

## Discipline
Le discipline affiliate alla confederazione sono:
- hockey su pista
- hockey in linea
- pattinaggio freestyle
- pattinaggio artistico
- pattinaggio corsa
- roller derby
- skateboard
- skiroll